# NGC 5978
NGC 5978 este o galaxie spirală situată în constelația Balanța. A fost descoperită în 10 iunie 1885 de către Francis Leavenworth. Se află la o distanță de 105,65 megaparseci de Pământ.